# Hochschwabstraße
De Hochschwabstraße B24 is een Bundesstraße in de Oostenrijkse deelstaat Stiermarken.
De weg verbindt Mariazell via Wildalpen met Landl, de weg is 50 km lang.
Routebeschrijving
De B24 begint in Gußwerk op een kruising met de B20 en loopt in zuidwestelijke richting door Wildalpen en sluit in het noorden van de Gemeente Landl op een kruising aan op de B25.
Geschiedenis
Door een besluit van de deelstaatsregering van Stiermarken van 4 november 1889 werd het oostelijke gedeelte tussen Gußwerk en de Prescenyklause tot een Bezirksstraße Ie Klasse opgewaardeerd. Op 24 april 1893 besloot men hetzelfde te doen met het westelijk deel.
Door een wet van 13 september 1923 werd de Bezirksstraße Gußwerk - Großreifling tot Konkurrenzstraße verklaard. In de Oostenrijkse wet betekent de term Konkurrenz dat de kosten voor het onderhoud van de weg gedragen worden door meerdere partijen. In dit geval betaalde de Bund 50 % de bouwkosten, de deelstaat Stiermarken 30 % en de Bezirke betaalden ieder 20% van de bouwkosten. De Oostenrijks Bondsregering werd belast met de uitvoering en betaling van het project.
Op 1 januari 1931 werd de wet zo veranderd dat de regio's zelf nog maar vijf procent van de kosten voor het wegonderhoud hoefden te dragen. De deelstaat daarentegen droeg vijfenveertig procent bij en de rest kwam voor rekening van de staat. Ook na 1 april 1938 was deze weg een  Konkurrenzstraße .
De Dreimärkter Straße behoort sinds 1 januari 1950 tot de lijst met Oostenrijkse Bundesstraßen. De naam werd later gewijzigd.
B1 · 
B2 · 
B3 · 
B4 · 
B5 · 
B6 · 
B7 · 
B8 · 
B9 · 
B10 · 
B11 · 
B12 · 
B13 · 
B14 · 
B15 · 
B16 · 
B17 · 
B18 · 
B19 · 
B20 ·  
B21 · 
B22 · 
B23 · 
B24 · 
B25 · 
B26 · 
B27 · 
B28 · 
B29 · 
B30 · 
B31 · 
B32 · 
B33 · 
B34 · 
B35 · 
B36 · 
B37 · 
B38 · 
B39 · 
B40 · 
B41 · 
B42 · 
B43 · 
B44 · 
B45 · 
B46 · 
B47 · 
B48 · 
B49 · 
B50 · 
B51 · 
B52 · 
B53 · 
B54 · 
B55 · 
B56 · 
B57 · 
B58 · 
B59 · 
B60 · 
B61 · 
B62 · 
B63 · 
B64 · 
B65 · 
B66 · 
B67 · 
B68 · 
B69 · 
B70 · 
B71 · 
B72 · 
B73 · 
B74 · 
B75 · 
B76 · 
B77 · 
B78 · 
B79 · 
B80 · 
B81 · 
B82 · 
B83 · 
B84 · 
B85 · 
B86 · 
B87 · 
B88 · 
B89 · 
B90 · 
B91 · 
B92 · 
B93 · 
B94 · 
B95 · 
B96 · 
B97 · 
B98 · 
B99 · 
B100 · 
B105 · 
B106 · 
B107 · 
B108 · 
B109 · 
B110 · 
B111 · 
B113 · 
B114 · 
B115 · 
B116 · 
B117 · 
B119 · 
B120 · 
B121 · 
B122 · 
B123 · 
B124 · 
B125 · 
B126 · 
B127 · 
B129 · 
B130 · 
B131 · 
B132 · 
B133 · 
B134 · 
B135 · 
B136 · 
B137 · 
B138 · 
B139 · 
B140 · 
B141 · 
B142 · 
B143 · 
B144 · 
B145 · 
B146 · 
B147 · 
B148 · 
B149 · 
B150 · 
B151 · 
B152 · 
B153 · 
B154 · 
B155 · 
B156 · 
B158 · 
B159 · 
B160 · 
B161 · 
B162 · 
B163 · 
B164 · 
B165 · 
B166 · 
B167 · 
B168 · 
B169 · 
B170 · 
B171 · 
B172 · 
B173 · 
B174 · 
B175 · 
B176 · 
B177 · 
B178 · 
B179 · 
B180 · 
B181 · 
B182 · 
B183 · 
B184 · 
B185 · 
B186 · 
B187 · 
B188 · 
B189 · 
B190 · 
B191 · 
B192 · 
B193 · 
B197 · 
B198 · 
B199 · 
B200 · 
B201 · 
B202 · 
B203 · 
B204 · 
B205 · 
B209 · 
B210 · 
B211 · 
B212 · 
B213 · 
B214 · 
B215 · 
B216 · 
B217 · 
B218 · 
B219 · 
B220 · 
B221 · 
B222 · 
B223 · 
B224 · 
B225 · 
B226 · 
B227 · 
B228 · 
B229 · 
B230 · 
B303 · 
B305 · 
B309 · 
B310 · 
B311 · 
B316 · 
B317 · 
B319 · 
B320